# Rift di Gregory

Mappa del rift dell'Africa orientale: il ramo occidentale in rosso rappresenta il rift Albertino, mentre il ramo orientale è costituito dal rift di Gregory.

Topografia dell'area del rift di Gregory, in Africa orientale.

Il rift di Gregory rappresenta il ramo orientale del sistema di fratture del rift dell'Africa orientale. Il rift è causato dalla separazione della placca somala dalla placca nubiana, a sua volta innescata da un pennacchio termico.
Anche se la terminologia è a volte utilizzata in senso stretto per riferirsi alla parte keniana della Rift Valley, la definizione più generale di rift di Gregory si riferisce alla serie di faglie e graben che si estendono in direzione sud a partire dal golfo di Aden, attraversando Etiopia, Kenya e la parte settentrionale della Tanzania, passando al di sopra dei sollevamenti locali degli altopiani dell'Etiopia e del Kenya.
Nella parte meridionale del rift di Gregory sono stati trovati fossili dei primitivi hominini, gli antenati degli attuali esseri umani.

## Etimologia
Il rift di Gregory è stato così denominato in onore del geologo britannico John Walter Gregory che investigò gli aspetti geologici del rift nel 1892-93 e nel 1919.

## Posizionamento geografico
Il rift di Gregory si trova all'interno della cintura del Mozambico, che viene considerata come il residuo di un sistema orogenetico simile all'Himalaya. La cintura si estende dall'Etiopia attraverso Kenya, Tanzania e Mozambico.
Il rift è più ampio alla sua estremità settentrionale nella regione della tripla giunzione di Afar, si restringe a pochi chilometri di larghezza nella Tanzania settentrionale e si allarga nuovamente nella divergenza della Tanzania settentrionale.
Il rift ha spalle che si innalzano oltre 3.000 m sul livello del mare e di 1.000 m al di sopra della parte interna del graben.
La porzione tanzaniana include anche il Kilimangiaro, la montagna più alta dell'Africa e la vasta caldera del Ngorongoro.  Qui si trova anche l'Ol Doinyo Lengai, l'unico vulcano attivo che erutta lava composta da carbonatite.
A parte il lago Turkana, gli altri laghi del rift sono piuttosto piccoli e poco profondi; alcuni hanno acque dolci, ma perlopiù le acque sono salate. Lo spessore dei sedimenti è in gran parte poco conosciuto. Nel lago Turkana sembra essere al massimo di 4 km, nel semi-graben di Baringo-Bogoria è compreso tra 500 e 1.000 m, mentre nella depressione dell'Afar arriva fino a 100 m.

## Evoluzione geologica
Il vulcanismo e il rifting iniziarono in Kenya nella parte settentrionale del paese, nella contea di Turkana, tra 40 e 35 milioni di anni fa e da qui si propagò sia verso nord che verso sud. Verso sud, il vulcanismo e il rifting avvennero nello stesso periodo di tempo, sviluppandosi a partire dalle altre regioni settentrionali del Kenya attorno a 30 milioni di anni fa, poi nella parte centrale del rift keniano 15 milioni di anni fa, nel sud 12 milioni di anni fa e infine propagandosi nella parte settentrionale dell'attuale Tanzania 8 milioni di anni fa.
Quando il rifting raggiunse il cratone della Tanzania, la frattura si biforcò in due rami, a est il rift di Gregory e a ovest il rift Albertino, separati dal plateau dell'Africa orientale, ampio 1.300 km. Grandi vulcani a scudo nei pressi dei bordi del cratone e nell'adiacente cintura del Mozambico emisero grandi volumi di magma basaltico e trachitico nel periodo compreso tra 5 e 1 milione di anni fa, con lo sviluppo di faglie attorno 1,2 milioni di anni fa.